# Jerónimo Román de la Higuera
Jerónimo Román de la Higuera (auch Gerónimo Roman de la Higuera, Hieronymus Romanus de la Higuera, Jerónimo Román de la Higuera y Lupián; * 1538 in Toledo; † 14. September 1611 ebenda) war ein spanischer Jesuit und Historiker, der als berüchtigter Fälscher gilt. 
Er erhielt nach Studien in Toledo den Abschluss Magister artium et theologiae. Nachdem er zuvor schon zum Priester geweiht worden war, trat er 1563 dem Jesuitenorden bei. Am 1584 gegründeten Jesuitenkolleg San Eugenio in Toledo war er Professor für Latein. Higuera war Verfasser zahlreicher, meist unveröffentlichter Schriften historischen Inhalts, zum Beispiel über die Geschichte der Kirche in Spanien, insbesondere in Toledo (Historia eclesiastica de Toledo, 1596), und zu seiner Zeit als Historiker bekannt. Später stellten sich viele seiner Quellen als von ihm hergestellte Fälschungen heraus, insbesondere die Chroniken des von ihm erfundenen Flavius Dexter (angeblich Sohn des Paciano, Bischof von Barcelona), aus der noch zum Beispiel Lessing schöpfte, M. Maximus (Bischof von Saragossa), Julián Pérez, Luitprand (Diakon von Pavia) und anderer, die er seiner eigenen Aussage nach aus Fulda erhalten haben wollte. Die Herausgabe dieser Quellen überließ er seinen Nachfolgern (Tomás Tamayo de Vargas, Juan Tamayo de Salazar, Lorenzo Ramirez de Prado, Francisco de Vivar, Rodrigo Caro). Die Fälschungen wurden in Spanien schon früh aufgedeckt, insbesondere durch Nicolás Antonio (1617–1684), dessen Censura de historias fabulosas aber wegen des Widerstands der Inquisition von Valencia erst etwa hundert Jahre nach ihrer Niederschrift 1742 in Valencia von Gregorio Mayáns y Siscar (1699–1781) veröffentlicht werden konnte. Durch diese Verzögerung fanden aber einzelne historische, bibliografische und topografische Angaben aus diesen Fälschungen bis ins 19. Jahrhundert noch ihren Weg in historische Werke. Dazu trug auch eine gewisse Geschicklichkeit Higueras bei, der in seinen Fälschungen in der Regel nicht völlig aus eigener Fantasie schöpfte, sondern sich meist bekannten Inschriften und Quellen anschloss.
Er ist nicht mit dem gleichnamigen Mitglied des Augustinerordens Jerónimo Román de la Higuera (1535–1595) aus Logroño zu verwechseln.